# شتيفان بالا
شتيفان بالا (بالألمانية: Stephan Palla) (15 مايو 1989 في النمسا - ) هو لاعب كرة قدم نمساوي في مركز الظهير. شارك مع منتخب النمسا تحت 17 سنة لكرة القدم ومنتخب النمسا تحت 18 سنة لكرة القدم ومنتخب النمسا تحت 19 سنة لكرة القدم ومنتخب الفلبين لكرة القدم. أما مع النوادي، فقد لعب مع أدميرا فاكر مودلينغ ورابيد فيينا ونادي فولفسبيرغر وFC Lustenau 07 ‏ ونادي داك 1904 دونيسكا ستريدا.

## وصلات خارجية
- شتيفان بالا على موقع الاتحاد الدولي (مؤرشف)  (الإنجليزية)
- شتيفان بالا على موقع قاعدة بيانات كرة القدم.إي يو (الإنجليزية)
- شتيفان بالا على موقع ناشيونال فوتبول تيمز (الإنجليزية)
- شتيفان بالا على موقع Soccerway.com (الإنجليزية)
- شتيفان بالا على موقع عالم كرة القدم.نت (الإنجليزية)
- شتيفان بالا على موقع AS.com (الإسبانية)